# Quách Thế Tản
Quách Thế Tản (sinh ngày 7 tháng 5 năm 1949) là một chính trị gia người Việt Nam. Ông hiện là đại biểu Quốc hội Việt Nam khóa 14 nhiệm kì 2016-2021, thuộc đoàn đại biểu quốc hội tỉnh Hòa Bình, Ủy viên Ủy ban Văn hoá, Giáo dục, Thanh niên, Thiếu niên và Nhi đồng của Quốc hội, Ủy viên Ban Thường vụ Trung ương Hội Khuyến học Việt Nam, Chủ tịch Hội khuyến học tỉnh Hòa Bình. Ông lần đầu được trung ương giới thiệu ứng cử và đã trúng cử đại biểu Quốc hội năm 2016 ở đơn vị bầu cử số 2, tỉnh Hòa Bình gồm có các huyện Cao Phong, Lạc Sơn, Lạc Thủy, Mai Châu, Tân Lạc và Yên Thủy.

## Xuất thân
Quách Thế Tản sinh ngày 7 tháng 5 năm 1949 quê quán ở xã Trung Bì, huyện Kim Bôi, tỉnh Hòa Bình.
Ông hiện cư trú ở số 7, tổ 7B, đường Cao Bá Quát, phường Phương Lâm, thành phố Hòa Bình, tỉnh Hòa Bình.

## Giáo dục
- Giáo dục phổ thông: 10/10
- Đại học Tổng hợp Bucarest, Rumani, chuyên ngành sinh vật học
- Cao cấp lí luận chính trị

## Sự nghiệp
Ông gia nhập Đảng Cộng sản Việt Nam vào ngày 9/7/1967.
Ông từng là đại biểu hội đồng nhân dân tỉnh Hà Sơn Bình và Hòa Bình: khóa 11 (nhiệm kỳ 1989-1994), khóa 12 (1994-1999), khóa 13 (1999-2004).
Khi lần đầu được trung ương giới thiệu ứng cử đại biểu Quốc hội Việt Nam khóa 14 vào tháng 5 năm 2016 ông đang là Ủy viên Ban chấp hành Trung ương Hội khuyến học Việt Nam, Chủ tịch Hội khuyến học tỉnh Hòa Bình, làm việc ở Hội khuyến học tỉnh Hòa Bình.
Ông đã trúng cử đại biểu quốc hội năm 2016 ở đơn vị bầu cử số 2, tỉnh Hòa Bình gồm có các huyện Cao Phong, Lạc Sơn, Lạc Thủy, Mai Châu, Tân Lạc và Yên Thủy, được 236.241 phiếu, đạt tỷ lệ 71,87% số phiếu hợp lệ.
Ông hiện là Ủy viên Ban Thường vụ Trung ương Hội Khuyến học Việt Nam, Chủ tịch Hội khuyến học tỉnh Hòa Bình, Ủy viên Ủy ban Văn hoá, Giáo dục, Thanh niên, Thiếu niên và Nhi đồng của Quốc hội.
Ông đang làm việc ở Hội khuyến học tỉnh Hòa Bình.